# Garnerans
Garnerans är en kommun i departementet Ain i regionen Auvergne-Rhône-Alpes i östra Frankrike. Kommunen ligger  i kantonen  Thoissey som ligger i arrondissementet Bourg-en-Bresse. Kommunens areal är 8,57 km². År 2022 hade Garnerans 685 invånare.

## Befolkningsutveckling
Antalet invånare i kommunen Garnerans
Referens: INSEE